# 妆艺大游行
妆艺大游行（英語：Chingay Parade）是新加坡一年一度的节日街头游行庆典，由新加坡人民协会主办，于农历新年第二周的周末举行。
新加坡首屆妆艺大游行於1973年2月4日由人民协会舉行。現時游行的表演队伍除了来自新加坡19个社区的人民协会，也有来自其他国家的表演团体，汇聚来自不同民族和国家的文化表演。